# Символи есперанто

Зелена зірка

Символи есперанто (есп. Esperanto-simbolo) — сукупність символів, які уособлюють як саму мову есперанто, так і весь есперанто-рух. Ступінь офіційності всіх цих символів оцінюється по-різному, проте, до найпопулярніших відносять прапор есперанто, гімн есперанто-руху і зелену п'ятипроменеву зірку. До числа додаткових (неофіційних атрибутів) відносять також зелений колір загалом і портрет творця мови есперанто Людвіка Заменгофа. У 1987 році був представлений ще один «ювілейний символ» есперанто у вигляді зображення земної кулі, яка складена з латинської та кириличної літер «E».

## Зелена зірка

Прапор есперанто

Уперше згадка про зелену п'ятипроменеву зірку з'явилася в 1892 році в журналі «La Esperantisto». Незабаром вона стала для есперантистів так званим розпізнавальним знаком: її носили у вигляді нагрудного знаку. Вона також використовувалася на есперантистській монеті стело.
П'ять кутів зірки символізують п'ять континентів, які згуртовані однією ціллю — об'єднати всі країни та народи за допомогою мови есперанто (зелений колір — традиційний колір надії).

## Прапор есперанто
Це зелене полотнище (з пропорцією сторін 2:3), у лівому верхньому куті якого розташовано білий квадрат із зображенням зеленої п'ятипроменевої зірки. Зелений колір символізує надію, білий — мир і нейтралітет, п'ятипроменева зірка — 5 континентів.
Питання про затвердження прапора, як офіційного символу есперанто-руху, вирішувалося на I Всесвітньому конгресі есперантистів, який проводився у Франції в місті Булонь-сюр-Мер.

## Гімн есперанто-руху
Пісня La Espero (в пер. з есп. Надія) написана в 1891 році. Текст — творця мови Людвіка Заменгофа, музика — французького есперантиста Феліс'єна Меню. За традицією гімн виконується під час кожного Всесвітнього конгресу есперантистів.

Ювілейний символ

## Ювілейний символ
Ювілейний символ був розроблений бразильським есперантистом у рамках спеціально заснованого конкурсу. Це стилізоване зображення земної кулі, що складене з латинської літери «E» і кириличної літери «Э». Символізує об'єднання Сходу і Заходу. Він був урочисто представлений в 1987 році (рік сторіччя есперанто).
Існують також неофіційні назви ювілейного символу, пов'язані з його формою: «диня», «яйце», «м'яч для регбі». Використання цього символу досить обмежене: він застосовується лише у вигляді емблеми на виданнях деяких великих есперанто-організацій (наприклад, таких як Universala Esperanto-Asocio).

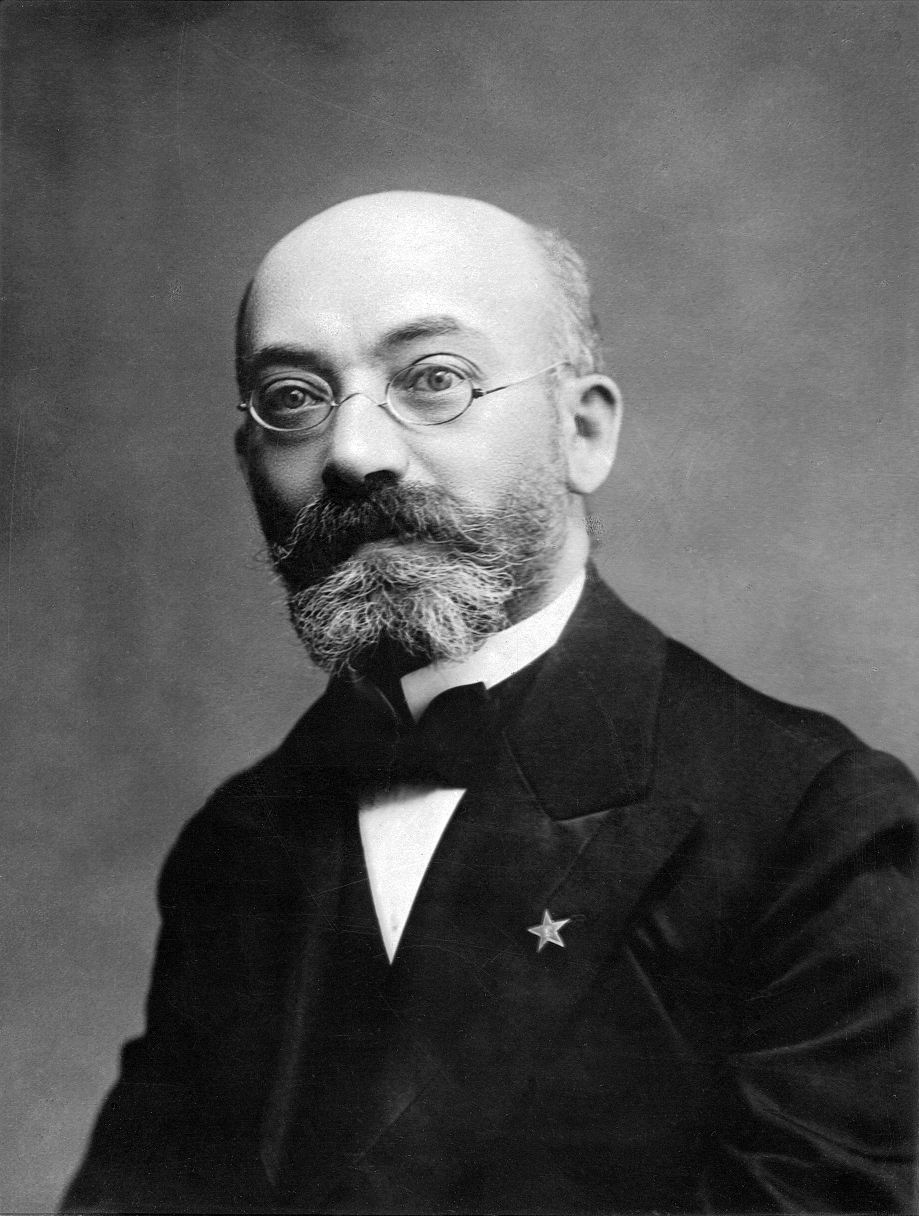
Портрет Заменгофа

## Портрет Заменгофа
Портрет Людвіка Заменгофа є неофіційним символом есперанто-руху, який широко використовується спільнотою есперантистів, наприклад, як настінний атрибут есперанто-клубу, попри те, що сам Заменгоф неодноразово підкреслював, що він є лише «творцем есперанто», і всіляко перешкоджав створенню будь-якого культу своєї особи. Також його портрет був використаний у серії поштових марок СРСР.

## Цікаві факти
15 грудня 2009 року в день 150-річчя від дня народження творця есперанто Людвіка Заменгофа пошуковик Google використав прапор есперанто як логотип на головній своїй сторінці.